# سيرانو (فلم)
سيرانو (بالإنجليزية: Cyrano) هو فيلم موسيقي،رومانسي،دراما من إخراج جو رايت وبطولة بيتر دينكلاج،هيلي بنيت وبن مندلسون.من المقرر عرض الفيلم في صالات السينما في الولايات المتحدة في 21 يناير 2022.

## القصة
تذهب روكسان اليتيمة الجميلة ولكن المفلسة إلى المسرح مع الدوق دي جيشي، الذي يحبها ويصمم على الزواج منها. صرحت روكسان عن رغبتها في الزواج من أجل الحب وأثناء جلوسها، تقابل الجندي المجند حديثًا كريستيان دي نوفيليت ويفتتن على الفور ببعضهما البعض. اعترض صديق طفولة روكسان، القزم سيرانو دي برجراك، عليه ويطرده من المسرح بإهانات متقافية، ثم يبارز رجلًا يصفه بأنه غريب الأطوار بسبب حالته.
تلتقي روكسان على انفراد مع سيرانو، التي فشلت في إدراك أنها مغرمة بها بشدة. أخبرته أنها وقعت في حب كريستيان من النظرة الأولى وتطلب منه ترتيب لقاء. على الرغم من حزنه، يلتقي سيرانو مع كريستيان ويكتشف أنه غير قادر على التعبير عن مشاعره. لعدم رغبته في إحباط روكسان، كتب عددًا لا يحصى من الرسائل التي تعبر عن مشاعره العميقة بالحب تجاهها، والتي قدمها كريستيان على أنها كتاباته الخاصة.
عندما التقى كريستيان وروكسان شخصيًا أخيرًا، لم يكن قادرًا على مضاهاة قوة كلمات سيرانو، تعلن روكسان أنها بحاجة إلى أكثر من مجرد الابتذال والعواصف. لاحقًا، يساعد سيرانو كريستيان عن طريق الاختباء في الظل والهمس بما سيقوله لروكسان. تسامحه عندما تصل رسالة من دي جيشي مع كاهن، يعلن فيها أنه سيأتي للزواج منها. تزوجت روكسان وكريستيان على عجل، واستشاط دي جيشي غضبًا ورتب لإرسال وحدة كريستيان وسيرانو إلى المقدمة.
أثناء الحرب ، يرسل سيرانو إلى روكسان رسالة من كريستيان كل يوم ويخاطر بحياته لإبقاء كريستيان على قيد الحياة من أجل روكسان. يرسل دي جيشي في النهاية وحدتهم في مهمة انتحارية، ويكشف سيرانو أنه كتب بالفعل خطابًا أخيرًا إلى روكسان. يرى كريستيان أن الرسالة ملطخة بالدموع ويدرك أن سيرانو يحب روكسان، وأن الرجل الذي تحبه روكسان حقًا هو سيرانو.
بعد ثلاث سنوات، أصبح سيرانو فقيرًا وفي صحة سيئة من جروح الحرب التي لم تلتئم تمامًا. تظل روكسان صديقته المقربة. مستشعرًا أنه على وشك الموت، التقى سيرانو مع روكسان وطلب خطاب كريستيان الأخير. يقرأها من ذاكرته، كاشفاً أن جميع رسائل كريستيان كانت منه، وتعلن روكسان حبها لسيرانو قبل أن يموت بسلام.

## طاقم التمثيل
- بيتر دينكلاج في دور سيرانو دي برجراك
- هيلي بنيت في دور روكسان
- كلفين هاريسون جونيور في دور كريستيان دي نيوفيليت
- بن مندلسون مثل دي جيش
- بشير صلاح الدين في دور لو بريت
- مونيكا دولان في دور ماري
- جوشوا جيمس في دور فالفيرت
- راي ستراشان في دور لا راي

## روابط خارجية
مقالات تستعمل روابط فنية بلا صلة مع ويكي بيانات